# 达索猎鹰7X
达索猎鹰7X（英語：Dassault Falcon 7X）是达索航空生产的三发大客舱遠程商务喷射机。2001年在巴黎国际航空航天展上首次亮相，2005年5月5日首飞，并于2007年6月15日首次投入运营。
7X的航程约为5,950海里，达索猎鹰8X是7X的改进版，改进了引擎燃油经济性和空气动力设计，增大飞机油箱，从而把航程增加到了6,450海里。7X和8X的中置引擎均采用S型尾喷设计。

## 發展
達索在2001年巴黎航展上推出了FNX，其目標是在0.88馬赫下的航程為10,500公里（5,700海裡），而達索獵鷹900EX在0.84馬赫下的航程為8,300公里。 其新型高速機翼比900的機翼長1.86m（6 英尺 1 英寸），機翼後掠角高5°； 雖然機身長了20%，但機艙橫截面保持不變，配備了新的弧形擋風玻璃。 三引擎的總推力為18,000磅（80kN），由新設計的霍尼韋爾FX5或普惠加拿大PW306增長版本提供。其EASy駕駛艙以霍尼韋爾Primus Epic航空電子設備為基礎，專為達索獵鷹2000EX和達索獵鷹900EX開發，控制裝置採用電傳操縱。計劃於2004年首飛，併計劃於2006年中期進行首次交付。
該機於11月被命名為7X，首飛時間從2004年底推遲到2005年初，併計劃於2006年中期獲得認證。 通過簡化結構降低成本和重量，優化的高跨音速機翼比之前達索獵鷹50共享的超臨界機翼提高了10%的升阻比。客艙比900長了2.4m（8 英尺），客艙高度較低6,000英尺（1,800m）。最終選擇了6,100磅力（27.1 kN）的PW307A引擎，其他合作夥伴包括霍尼韋爾的航空電子架構、輔助動力裝置、空氣管理系統； 與Parker Hannifin合作開發發電系統和車輪制動器；  TRW航空系統公司提供液壓機械襟翼和空氣製動系統。
7X於2005年5月5日完成了首次飛行，從波爾多-布拉尼亞克機場起飛，飛行時間為1小時36分鐘，開始了為期15個月的1,200小時飛行測試計劃：它爬升到10,000英尺（3,000米）進行液壓、燃油、空氣數據和起落架抽出/收回系統測試，然後爬升至25,000英尺進行加速/減速測試以及基本的自動駕駛儀和自動油門操作。 第二架獵鷹7X 計劃於當年6月加入，第三架擁有完整內飾的飛機於當年9月加入，進行遠程、耐久性測試和內部聲級驗證：達索的目標是機艙內聲級為52dB，低於其他獵鷹4dB。 認證推遲到2006年底，首次交付推遲到2007年初。

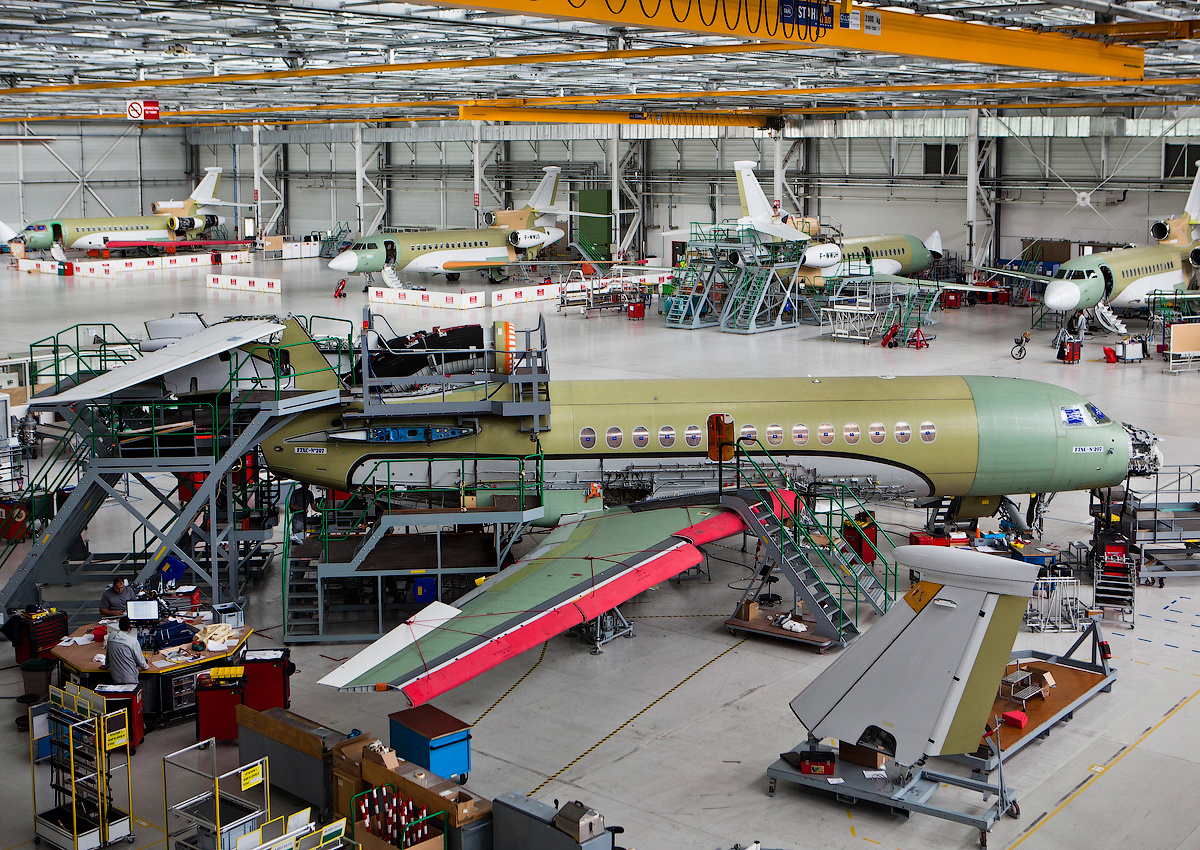
達索獵鷹7X的生產線

它在2005年巴黎航展上首次向公眾展示。 該飛機已於2007年4月27日獲得美國聯邦航空管理局(FAA)和歐洲航空安全局(EASA) 的型號認證。首架7X MSN05於2007年6月15日投入使用。第一百架7X於2010年11月交付。 2014年在稻城海拔4,400米（14,500 英尺）處進行了高海拔機場測試。

## 達索獵鷹8X

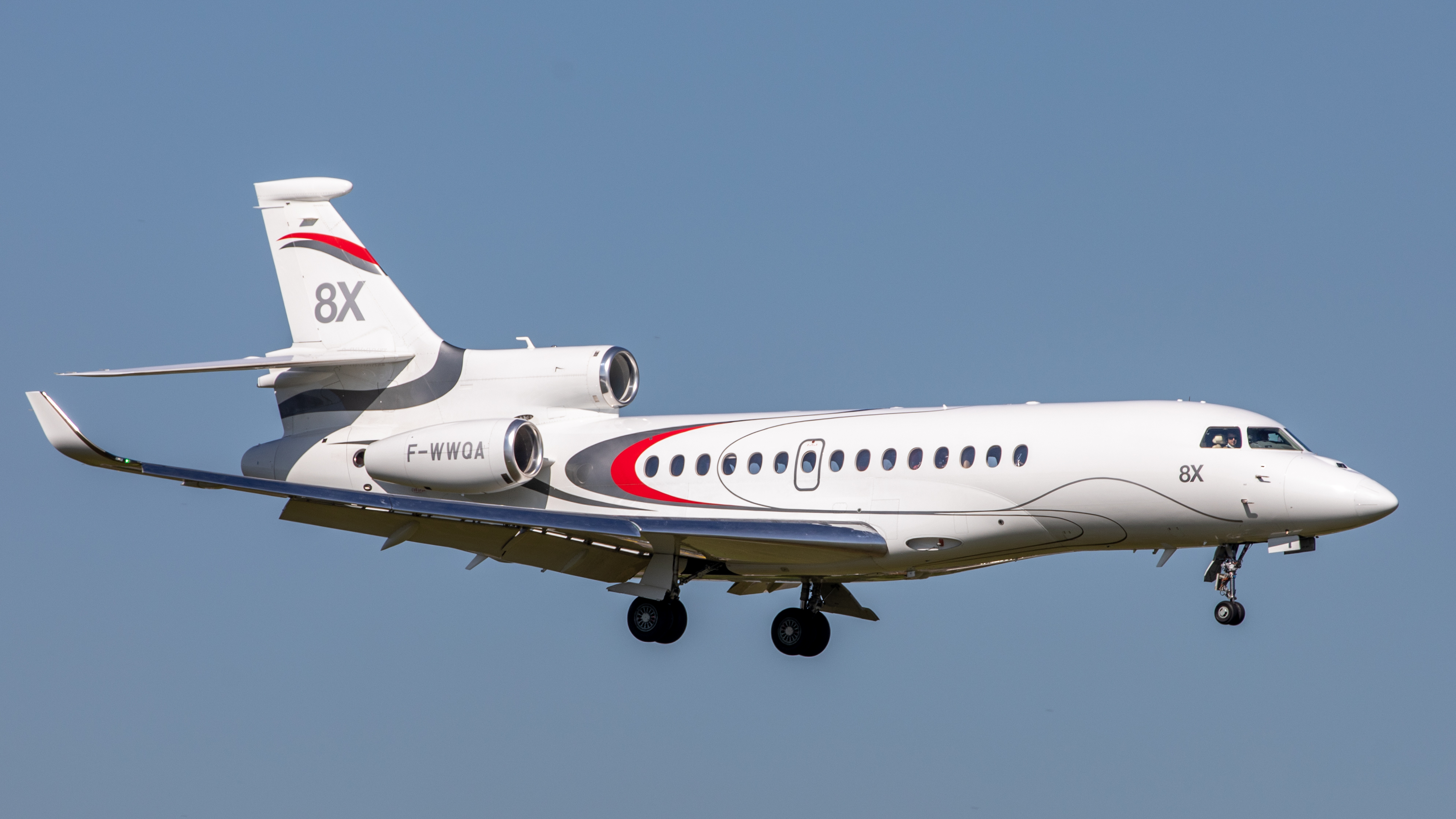
達索獵鷹8X於2019年巴黎航展

達索獵鷹8X於2014年5月在歐洲公務航空會議暨展覽會上發布。其航程為6,450海裡（11,945公里），機艙比7X長了1.1m（3.5英尺）。通過改進機翼設計和改進引擎，8X的燃油效率比競爭對手高出35%，三台普惠PW307D渦輪風扇發動機每台增加了320磅力（1.4 kN），燃油效率提高了1.5%。 最大起飛重量從70,000磅增加至73,000磅（31.8噸至33.1噸），燃油容量增加3,200磅（1.5噸），航程增加500海裡（930公里）。 機翼結構輕了600磅（270公斤），並且更靈活，更舒適，而空載重量比7X重200磅（91公斤）。 平均巡航燃油消耗為每小2,250磅（1.02噸）。47分貝的平均機艙聲級比獵鷹7X低了2-3分貝。 原型機於2015年2月6日首飛。 2022年，其價格為6250萬美元。

## 參數

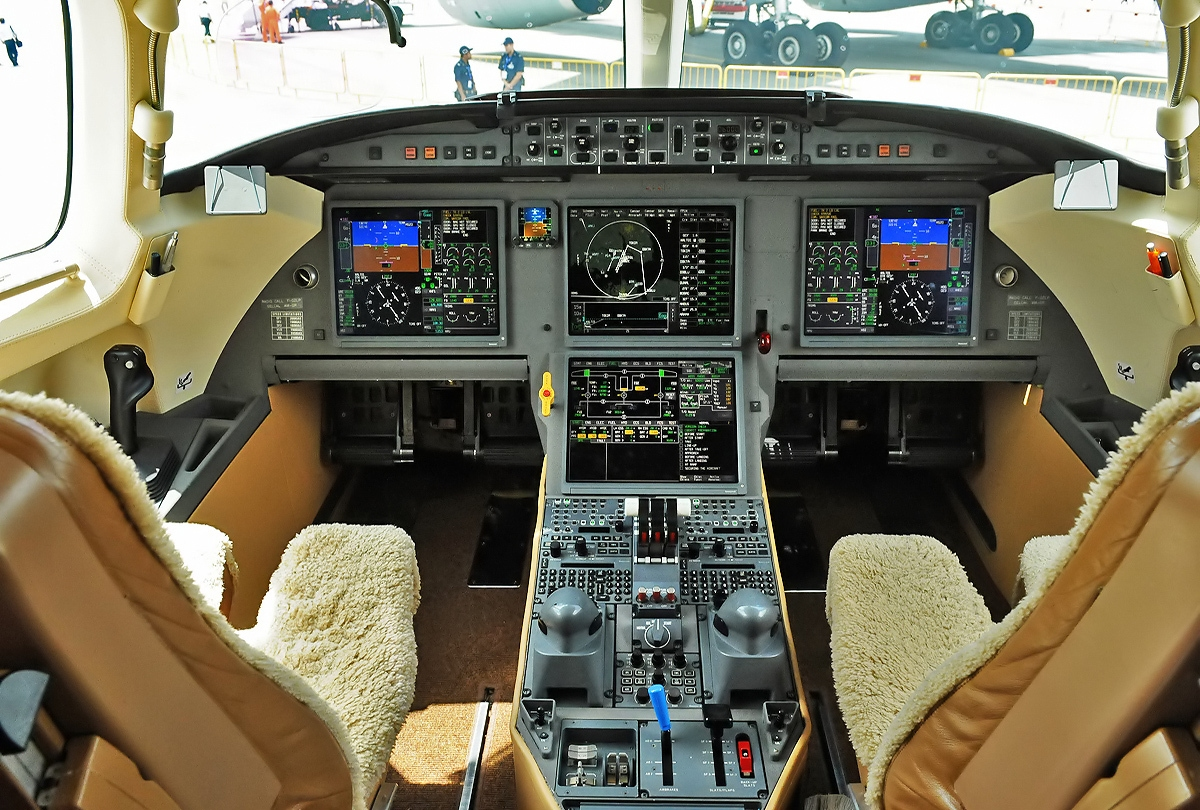
達梭獵鷹7X駕駛艙

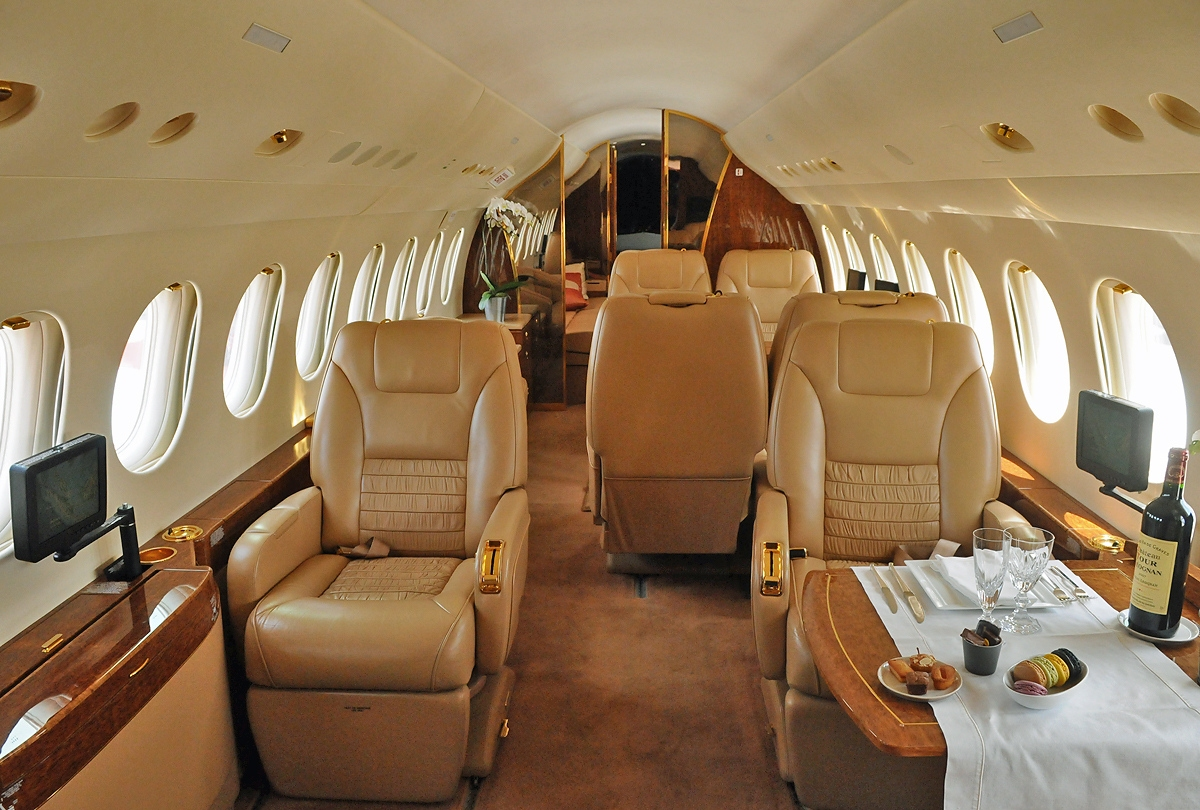
達梭獵鷹7X客艙

| 型号         | 7X                            | 8X                            |
| ------------ | ----------------------------- | ----------------------------- |
| 机师         | 2                             | 2                             |
| 乘客         | 16                            | 16                            |
| 长度         | 23.38 m / 76.08 ft            | 24.46 m / 80.2 ft             |
| 高度         | 7.83 m / 25.67 ft             | 7.94 m / 26.1 ft              |
| 翼展         | 26.21 m / 86.00 ft            | 26.29 m / 86.25 ft            |
| 机翼面积     | 70.7 m2                       | 70.7 m2                       |
| 最大起飞重量 | 31,751 kg / 70,000 lb         | 33,113 kg / 73,000 lb         |
| 最大载重     | 1,996（4,400磅）              | 2,223（4,900磅）              |
| 油箱         | 14,488 kg / 31,940 lb         | 15,830 kg / 34,900 lb         |
| 引擎         | P&WC PW307A × 3               | P&WC PW307D × 3               |
| 推力         | 28.48 kN / 6,402 lb           | 29.90 kN / 6,722 lb           |
| 航程         | 11,019 km / 5,950 nmi         | 11,945 km / 6,450 nmi         |
| 最大飞行高度 | 15,545 m / 51,000 ft          | 15,545 m / 51,000 ft          |
| 最大速度     | 0.9馬赫（595節；1,103每小時） | 0.9馬赫（595節；1,103每小時） |
| 巡航速度     | 0.8馬赫（529節；980每小時）   | 0.8馬赫（529節；980每小時）   |
| 起飞距离     | 1,740 m / 5,710 ft            | 1,829 m / 6,000 ft            |
| 着陆距离     | 631 m / 2,070 ft              | 656 m / 2,150 ft              |